# Karl Ernst Osthaus-Preis
Der Karl Ernst Osthaus-Preis der Stadt Hagen ist ein deutscher Kulturpreis, der alle zwei Jahre an einen Künstler oder eine Künstlerin der bildenden Kunst vergeben wird. Die 1947 erstmals vergebene Auszeichnung ist nach dem Hagener Museumsdirektor und Kunstsammler Karl Ernst Osthaus benannt.

## Beschreibung
Voraussetzung für die Verleihung des Preises sind schwerpunktmäßig figurative Arbeiten und eine professionelle Karriere. Ein Preisgeld wird nicht vergeben. Ursprünglich gab es eine Dotierung durch die Sparkasse Hagen, die 50.000 DM im Jahr 2001 betrug. Die mit dem Preis ausgezeichnete Person erhält die Möglichkeit, eine Ausstellung im Osthaus Museum Hagen durchzuführen.
Der oder die Preisträgerin werden von einer fünfköpfigen Jury ausgewählt, deren Angehörige enge Bezüge zu Museen und zur Kultur haben. Sie besteht aus einem Kunsthistoriker, einem Journalisten, dem Kulturdezernenten der Stadt Hagen, dem Vorsitzenden des Vereins Freunde des Osthaus Museums e. V. und dem Direktor des Osthaus Museums Hagen als Vorsitzender der Jury.

## Geschichte
1946 gründete sich in Hagen der Westdeutsche Künstlerbund als freie Vereinigung nordrhein-westfälischer Künstler. Die Gründung fand im Karl-Ernst Osthaus-Museum  statt. In Hagen fanden im Zweijahresrhythmus Ausstellungen der Mitglieder und Gastkünstler statt, aus denen heraus der Karl Ernst Osthaus-Preis der Stadt Hagen verliehen wurde, den die Stadt Hagen 1946 gestiftet hatte. Ab 2006 ruhte der Preis und wurde nicht vergeben. 2014 wurde er vom damaligen Direktor des Osthaus Museums Hagen Tayfun Belgin wiederbelebt. Seither wird der Preis vom Verein Freunde des Osthaus Museums e. V. unter der Schirmherrschaft des Oberbürgermeisters der Stadt Hagen verliehen.

## Liste der Preisträger und Preisträgerinnen
- 1947: Eberhard Viegener
- 1949: Kurt Schwippert, Robert Ittermann, Georg Meistermann, Hermann Teuber
- 1950: Ludwig Egidius Ronig, Hilde Schürk-Frisch, Heinrich Berges
- 1952: Irmgart Wessel-Zumloh, Carl Barth
- 1954: Friedrich Vordemberge, Wilhelm Schmurr
- 1956: K. R. H. Sonderborg
- 1958: Emil Schumacher, Peter Herkenrath
- 1960: Karl Ehlers
- 1962: Hubert Berke
- 1964: Richard Oelze
- 1966: Karl Fred Dahmen
- 1968: K-L Schmaltz
- 1970: Chargesheimer
- 1972: Gerd Hanebeck
- 1974: Voré
- 1977: Bernd Damke
- 1979: Bernhard Krug, Heinrich Siepmann
- 1981: Wolfgang Schmitz
- 1983: Michael Schoenholtz
- 1985: Timm Ulrichs
- 1987: Gottfried Wiegand
- 1989: Imre Kocsis
- 1991: Eva Niestrath-Berger
- 1993: Jürgen Schmidt
- 2001: Rainer Knaust
- 2003: Lisa Lukas
- 2006: Carsten Gliese
- 2015: Volker Stelzmann
- 2017: Heike Kati Barath
- 2019: Pia Stadtbäumer
- 2021: Sven Kroner
- 2024: Jiří Georg Dokoupil